# Empis variegata
Empis variegata là một loài ruồi, trong họ Empididae. Nó được tìm thấy ở Benelux, through Đức to Thụy Sĩ, Áo, Cộng hòa Séc, Slovakia và Hungary. Nó cũng được tìm thấy ở miền trung Nga.

## Hình ảnh

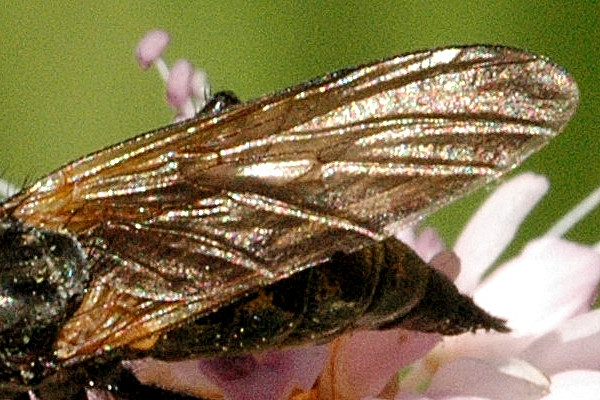